# Salmo lourosensis
Salmo lourosensis är en fiskart som beskrevs av Delling 2011. Salmo lourosensis ingår i släktet Salmo och familjen laxfiskar. Inga underarter finns listade i Catalogue of Life.